# 김종량
김종량(金鍾亮, 1950년 9월 4일 ~ )은 대한민국의 대학 교수 겸 前 대학 총장이다. 호(號)는 추산(秋山), 산남(山南)이다.
한양대학교 설립자이며 총장을 지낸 김연준의 장남으로, 1993년 한양대학교 8대 총장으로 취임하였다. 이후로도 계속 연임하여 한양대학교 8~12대 총장으로서 활동하였다. 2010년에는 총장직에서 물러났다.

## 학력
- ~ 2000년 국립정치대학 법학 명예박사
- ~ 2000년 와세다대학교 인문학 명예박사
- ~ 1996년 메리빌대학 교육학 명예박사
- ~ 1983년 컬럼비아 대학교 교육학 박사
- ~ 1979년 뉴욕 대학교 교육행정학 석사
- ~ 1972년 연세대학교 교육학과 학사
- ~ 1968년 서울대학교 사범대학 부설고등학교

## 경력 사항
- 서울대학교사범대학부설고등학교 개교 80주년 기념사업 추진위원회 모교발전추진위원장
- (사) 선농문화포럼 이사
- 2011년 7월 ~ 제 14대 한양대학교 이사장
- 2011년 ~ 한양대학교 명예총장
- 2011년 1월 ~ 2013년 사회통합위원회 위원
- 2008년 ~ 국제인권옹호 한국연맹 회장
- 2002년 ~ 2004년 대학교육협의회 평화통일교육 연구위원회 위원
- 2002년 한양사이버대학교 설립
- 2000년 ~ 2011년 한국사립대학총장협의회 부회장
- 2000년 ~ 2011년 한국대학총장협회 부회장
- 1999년 ~ 2011년 한국대학교육협의회 이사
- 1998년 10월 제2의 건국 범국민추진위원회 위원
- 1998년 ~ 사랑의 친구들 이사
- 1996년 ~ 1997년 한중우호교류기금회 이사
- 1995년 ~ 1996년 한국대학총장협회 부회장
- 1994년 ~ 그린스카우트 이사
- 1993년 ~ 2010년 대한대학스포츠위원회(KUSB) 위원장
- 1993년 3월 ~ 2011년 3월 제8대 ~ 제12대 한양대학교 총장
- 1992년 ~ 2007년 국제인권옹호 한국연맹 부회장
- 1984년 ~ 1992년 대한야구협회 부회장
- 1985년 ~ 1989년 교육공학연구회 회장

## 수상 내역
- 2013 미국 컬럼비아 대학교 사범대학 '2013 자랑스러운 동문상'
- 2007	몽골 건국800주년기념 대통령 훈장
- 1997 미국 미시간주립대학교 글로벌 코리아 대상
- 2003	독일 십자공로훈장